# Минский листок
«Ми́нский листо́к» («Минскій листокъ») — первая в Белоруссии частная просветительская газета буржуазно-либерального направления, издававшаяся в Минске с 1886 по 1902 годы на русском языке.

## История
Выходила с различной периодичностью: с 1886 по 1896 — 2 раза в неделю, с 1896—1898 — ежедневно, с 1898 по 1902 — 3 раза в неделю и в 1902 — 4 раза. Издатель — минский нотариус И. П. Фатинский.
Издание начало свою историю с публикации стихотворения «Не ради славы иль расчёта» поэта Янки Лучины:
Не ради слывы, иль почета,
Предпринимаем мы "Листокъ",
Святая истина-забота
И цель его печатных строкъ:

Служить стране глухой, забытой,
Где мрак невежества царитъ,
В лачуге где, соломой крытой,
Мужик печально дни влачитъ.

Где деревянною сохою
Онъ заменил железный плугъ,
Где почва скудная порою
Родить едва-едва самъ другъ.

Где до весны еще съ овина
На корм солому берегутъ,
А для еды себе съ мякиной
Крестьяне хлеба напекут.

Где нет ни спроса, нет ни сбыта -
Всегда у всех пустой карманъ,
И вместо честного кредита
Одинъ подлог, гешефтъ, обманъ.

Газета «Минский листок» издавалась на русском языке, но печатала и статьи белорусских литераторов, историков, фольклористов, краеведов. В частности, здесь были напечатаны серия статей этнографа Николая Янчука «Из научной поездки в Белоруссию», материалы белорусского этнографа и фольклориста Е. Ляцкого, статьи по истории и этнографии Белоруссии А. Слупского, М. Довнар-Запольского, отзывы на работу Евдокима Романова, Павла Шейна, Е. Карского.
Освещала местную жизнь, печатала материалы о событиях в стране и за рубежом, помещала обзоры русских журналов, статьи о творчестве Л. Толстого, А. Чехова и других русских писателей, о работах русских художников. Здесь впервые была напечатана анонимная поэма «Тарас на Парнасе» (под названием «Тарас»).
С 1886 по 1893 редакция газеты выпустила четыре книги литературно-краеведческого приложения «Северо-Западный календарь» под редакцией А. Слупского. Первый выпуск не содержал ни произведений на белорусском языке, ни значительных историко-этнографических статей, но в «Календарях» на следующие годы — 1889 и 1890, выпущенных в Москве под редакцией М. Довнар-Запольского, уже были опубликованы поэма В. Дунина-Марцинкевича «Гапон», записи белорусских народных песен, этнографический материал. В дальнейшем издание календарей возобновилось в Минске, где вышло ещё два номера — на 1892 и 1893 гг., под редакцией А. Слупского.
Газета несколько раз получала замечания за публикацию статей и стихов на белорусском языке. В 1897 г. издание газеты прекращено на 8 месяцев за критику местной администрации.
В конце 1902 года «Минский листок» стал выходить под названием «Северо-Западный край» (редактор М. П. Мысавской). Газета восстановила литературные традиции, утраченные «Минским листком» в конце 90-х годов: в 1905 году на её страницах появилось стихотворение Янки Купалы «Мужык» — первое произведение поэта, опубликованное на белорусском языке, а в 1910-м — первое стихотворение Якуба Коласа «Песни-жалобы».